# 斯塔洛瓦沃拉圣母波兰女王圣殿共主教座堂
斯塔洛瓦沃拉圣母波兰女王圣殿共主教座堂（Konkatedra Matki Bożej Królowej Polski w Stalowej Woli）是一座罗马天主教教堂，建筑师为扬·博格斯瓦夫斯基教授和康斯坦蒂·扬科夫斯基，建于1956–1973年。
1992年成为天主教桑多梅日教区的共主教座堂，1998年升格为次级宗座圣殿。自1993年以来，在该堂设立了教长。

## 建筑
该堂建筑理念的独创性，表现为哥特式形式与现代技术相结合。室内包括大理石地板、花窗玻璃（作者玛丽亚·莱什琴斯卡）、电风琴。旁边设有独立钟楼。